# Atletica leggera ai Giochi della XXIX Olimpiade - Getto del peso maschile

Video della Finale

Video su Dylan Armstrong

Ai Giochi della XXIX Olimpiade, tenutisi a Pechino nel 2008, la competizione del getto del peso maschile si è svolta il 15 agosto presso lo Stadio nazionale di Pechino.

## Presenze ed assenze dei campioni in carica
| Competizione         | Atleta          | Prestazione | Pechino 2008 |
| -------------------- | --------------- | ----------- | ------------ |
| Olimpiadi 2004       | Jurij Bilonoh   | 21,16 m     | Presente     |
| Commonwealth 2006    | Janus Robberts  | 19,76 m     | Non qual.    |
| Europei 2006         | Ralf Bartels    | 21,13 m     | Presente     |
| Coppa del mondo 2006 | Ralf Bartels    | 20,67 m     | Presente     |
| Panamericani 2007    | Dylan Armstrong | 20,10 m     | Presente     |
| Mondiali 2007        | Reese Hoffa     | 22,04 m     | Presente     |
|                      |                 |             |              |
| Mondiali junior 2004 | Georgi Ivanov   | 20,70 m     | Presente     |

1. ↑  Sotto la bandiera della Germania.
2. ↑  La sfera pesa 6 kg.

## Gara
| Record mondiale      | Randy Barnes   | 23,12 m | Westwood | 20 maggio 1990    |
| Record olimpico      | Ulf Timmermann | 22,47 m | Seul     | 23 settembre 1988 |
| Capolista stagionale | Adam Nelson    | 22,12 m | Eugene   | 8 giugno 2008     |

1. ↑  (EN) Graduatorie mondiali 2008 - Getto del peso maschile, su iaaf.org. URL consultato il 15-4-2011.

Qualificazioni - Non si presenta in pedana il campione europeo Ralf Bartels. Il miglior risultato del turno è di Tomasz Majewski che, con 21,04, stabilisce il record personale. Il polacco è l'unico ad andare oltre la fettuccia dei 21 metri.
Finale - Majewski parte bene con 20,80 e dopo il primo turno è in testa.
Alla seconda prova Michnevič (21,05), Armstrong (21,04, record canadese) e Cantwell (20,98) si issano ai primi tre posti. Majewski non tarda a reagire e al terzo turno si riporta in prima posizione: 21,21.
Il bielorusso Lyžyn, grazie al suo terzo lancio, affianca Cantwell in terza posizione con il suo nuovo primato personale (20,98) e fa uscire dalle prime otto posizioni l'olandese Rutger Smith (20,41).
Adam Nelson, tormentato da un dolore ad una costola, non è riuscito ad eseguire alcun lancio valido e finisce in fondo alla classifica dopo tre turni.
Alla quarta prova Majewski torna protagonista della gara con un lancio a 21,51: il polacco prenota l'oro. Nessuno è in grado di rispondergli oltre i 21 metri. All'ultimo turno Cantwell, sceso in quarta posizione, risale sul podio con un lancio a 21,09 che gli frutta l'argento.
Il campione uscente, Jurij Bilonoh, durante la gara non è mai riuscito ad entrare nella lotta per le medaglie e si è dovuto accontentare della sesta posizione con 20,63.
Reese Hoffa, il campione del mondo, ha sbagliato tre lanci su sei e conclude settimo con 20,53.
Tomasz Majewski è il secondo polacco a vincere l'oro olimpico nel peso, dopo Władysław Komar a Monaco 1972.

## Squalifica per doping
L'8 marzo 2013 l'atleta terzo classificato, Andrėj Michnevič, viene trovato positivo ad un test antidoping. Trattandosi della seconda squalifica per doping di Michnevič, il 13 giugno 2013 l'organo disciplinare della IAAF squalifica a vita l'atleta annullando tutti i risultati successivi all'agosto 2005. Il bielorusso quindi viene cancellato dalla classifica finale delle Olimpiadi di Pechino. Il bronzo è così assegnato al canadese Dylan Armstrong.

## Risultati

### Qualificazioni
Venerdì 15 agosto, ore 9:05.
Si qualificano per la finale i concorrenti che ottengono una misura di almeno 20,40 m; in mancanza di 12 qualificati, accedono alla finale i concorrenti con le 12 migliori misure.
| Pos | Gruppo | Atleta                       | Paese                | 1ª prova | 2ª prova | 3ª prova | Misura  | Note |
| --- | ------ | ---------------------------- | -------------------- | -------- | -------- | -------- | ------- | ---- |
| 1   | A      | Tomasz Majewski              | Polonia              | 21,04 m  |          |          | 21,04 m | Q e  |
| 2   | B      | Adam Nelson                  | Stati Uniti          | 20,56 m  |          |          | 20,56 m | Q    |
| 3   | A      | Christian Cantwell           | Stati Uniti          | 20,11 m  | 20,48 m  |          | 20,48 m | Q    |
| 4   | A      | Dylan Armstrong              | Canada               | 20,43 m  |          |          | 20,43 m | Q    |
| 5   | A      | Reese Hoffa                  | Stati Uniti          | 20,41 m  |          |          | 20,41 m | Q    |
| 6   | A      | Pavel Sof'in                 | Russia               | 20,29 m  | x        | x        | 20,29 m | q    |
| 7   | B      | Jurij Bilonoh                | Ucraina              | 19,93 m  | 20,16 m  | 19,57 m  | 20,16 m | q    |
| 8   | B      | Rutger Smith                 | Paesi Bassi          | 20,13 m  | x        | 19,97 m  | 20,13 m | q    |
| 9   | A      | Juryj Bjaloŭ                 | Bielorussia          | x        | 20,12 m  | 19,87 m  | 20,12 m | q    |
| 11  | B      | Peter Sack                   | Germania             | 19,76 m  | x        | 20,01 m  | 20,01 m |      |
| 12  | A      | Andrij Semenov               | Ucraina              | 18,95 m  | 19,59 m  | 20,01 m  | 20,01 m |      |
| 13  | B      | Dorian Scott                 | Giamaica             | 19,54 m  | 19,94 m  | 19,71 m  | 19,94 m |      |
| 14  | B      | Justin Anlezark              | Australia            | 19,91 m  | 19,75 m  | x        | 19,91 m |      |
| 15  | A      | Hamza Alić                   | Bosnia ed Erzegovina | 19,33 m  | 19,48 m  | 19,87 m  | 19,87 m |      |
| 16  | A      | Anton Ljuboslavskij          | Russia               | 19,14 m  | x        | 19,87 m  | 19,87 m |      |
| 17  | B      | Manuel Martínez              | Spagna               | 19,62 m  | 19,45 m  | 19,81 m  | 19,81 m |      |
| 18  | B      | Miroslav Vodovnik            | Slovenia             | 18,72 m  | x        | 19,81 m  | 19,81 m |      |
| 19  | A      | Scott Martin                 | Australia            | 19,75 m  | x        | x        | 19,75 m |      |
| 20  | A      | Joachim Olsen                | Danimarca            | 19,62 m  | 19,69 m  | 19,74    | 19,74 m |      |
| 21  | B      | Yves Niaré                   | Francia              | x        | x        | 19,73 m  | 19,73 m |      |
| 22  | A      | Carlos Véliz                 | Cuba                 | 19,58 m  | 19,25 m  | 19,16 m  | 19,58 m |      |
| 23  | A      | Māris Urtāns                 | Lettonia             | 18,78 m  | 19,57 m  | 19,34 m  | 19,57 m |      |
| 24  | B      | Taavi Peetre                 | Estonia              | x        | x        | 19,57 m  | 19,57 m |      |
| 25  | B      | Sultan Abdulmajeed Alhabashi | Arabia Saudita       | x        | 18,67 m  | 19,51 m  | 19,51 m |      |
| 26  | B      | Petr Stehlík                 | Rep. Ceca            | x        | 19,41 m  | x        | 19,41 m |      |
| 27  | B      | Nedžad Mulabegović           | Croazia              | 19,11 m  | 19,35 m  | 18,88 m  | 19,35 m |      |
| 28  | A      | Milan Haborák                | Slovacchia           | x        | 19,32 m  | x        | 19,32 m |      |
| 29  | B      | Reinaldo Proenza             | Cuba                 | 19,15 m  | 19,06 m  | 19,20 m  | 19,20 m |      |
| 30  | A      | Germán Lauro                 | Argentina            | 19,07 m  | x        | 18,96 m  | 19,07 m |      |
| 31  | A      | Asmir Kolašinac              | Serbia               | 18,32 m  | x        | 19,01 m  | 19,01 m |      |
| 32  | A      | Lajos Kürthy                 | Ungheria             | 18,38 m  | x        | 18,74 m  | 18,74 m |      |
| 33  | B      | Ivan Emilianov               | Moldavia             | 18,64 m  | 18,27 m  | x        | 18,64 m |      |
| 34  | A      | Mihaíl Stamatóyiannis        | Grecia               | x        | 18,45 m  | 18,30 m  | 18,45 m |      |
| 35  | B      | Yasser Ibrahim Farag         | Egitto               | 18,37 m  | x        | 18,42 m  | 18,42 m |      |
| 36  | B      | Marco Fortes                 | Portogallo           | x        | x        | 18,05 m  | 18,05 m |      |
| 37  | A      | Marco Antonio Verni          | Cile                 | x        | 17,96 m  | x        | 17,96 m |      |
| 38  | B      | Ming-Huang Chang             | Taipei cinese        | 16,13 m  | 16,98 m  | 17,43 m  | 17,43 m |      |
|     | B      | Alexis Paumier               | Cuba                 | x        | x        | x        | NM      |      |
|     | B      | Amin Nikfar                  | Iran                 | x        | x        | x        | NM      |      |
|     | A      | Georgi Ivanov                | Bulgaria             | x        | x        | x        | NM      |      |
|     | A      | Robert Häggblom              | Finlandia            | x        | x        | x        | NM      |      |
| dq  | B      | Andrėj Michnevič             | Bielorussia          | 20,38 m  | 20,48 m  |          | 20,48 m | Q    |
| dq  | B      | Pavel Lyžyn                  | Bielorussia          | 20,36 m  | x        | x        | 20,36 m | q    |
| dq  | B      | Ivan Juškov                  | Russia               | 20,02 m  | 19,83 m  | 20,00 m  | 20,02 m | q    |
|     | A      | Ralf Bartels                 | Germania             |          |          |          | NE      |      |

Legenda:
- X = Lancio nullo;
- Q = Qualificato direttamente;
- q = Ripescato;
- RN = Record nazionale;
- RP = Record personale;
- PS = Personale stagionale;
- NM = Nessun lancio valido;
- NE = Non è sceso in pedana.

### Finale
Venerdì 15 agosto, ore 21:00.

I migliori 8 classificati dopo i primi tre lanci accedono ai tre lanci di finale.
| Pos     | Atleta             | Paese       | 1ª prova | 2ª prova | 3ª prova | 4ª prova | 5ª prova | 6ª prova | Misura  | Note                          |
| ------- | ------------------ | ----------- | -------- | -------- | -------- | -------- | -------- | -------- | ------- | ----------------------------- |
| Oro     | Tomasz Majewski    | Polonia     | 20,80 m  | 20,47 m  | 21,21 m  | 21,51 m  | x        | 20,44 m  | 21,51 m | Miglior prestazione personale |
| Argento | Christian Cantwell | Stati Uniti | 20,39 m  | 20,98 m  | 20,88 m  | 20,86 m  | 20,69 m  | 21,09 m  | 21,09 m |                               |
| Bronzo  | Dylan Armstrong    | Canada      | 20,62 m  | 21,04 m  | x        | x        | 20,47 m  | x        | 21,04 m | Record nazionale              |
| 4       | Jurij Bilonoh      | Ucraina     | 20,63 m  | x        | 20,53 m  | 20,46 m  | 20,31 m  | x        | 20,63 m |                               |
| 5       | Reese Hoffa        | Stati Uniti | x        | 19,81 m  | 20,53 m  | 20,38 m  | x        | x        | 20,53 m |                               |
| 6       | Pavel Sof'in       | Russia      | 20,42 m  | x        | x        | x        | x        | x        | 20,42 m |                               |
| 7       | Rutger Smith       | Paesi Bassi | 20,41 m  | x        | 20,30 m  |          |          |          | 20,41 m |                               |
| 8       | Juryj Bjaloŭ       | Bielorussia | 20,06 m  | x        | x        |          |          |          | 20,06 m |                               |
|         | Adam Nelson        | Stati Uniti | x        | x        | x        |          |          |          | NM      |                               |
| dq      | Andrėj Michnevič   | Bielorussia | 20,73 m  | 21,05 m  | x        | 20,78 m  | 20,57 m  | 20,93 m  | 21,05 m |                               |
| dq      | Pavel Lyžyn        | Bielorussia | 20,33 m  | 20,15 m  | 20,98 m  | 20,98 m  | 20,40 m  | x        | 20,98 m |                               |
| dq      | Ivan Juškov        | Russia      | 19,67 m  | 19,55 m  | x        |          |          |          | 19,67 m |                               |

Legenda:
- X = Lancio nullo;
- RO = Record olimpico;
- RN = Record nazionale;
- RP = Record personale;
- PS = Personale stagionale;
- NM = Nessun lancio valido;
- NE = Non è sceso in pedana.